# Tandun (plaats)
Tandun is een bestuurslaag in het regentschap Rokan Hulu van de provincie Riau, Indonesië. Tandun telt 7190 inwoners (volkstelling 2010).